# إرفين ستراوس
إرفين ستراوس (بالإنجليزية: Erwin Strauss)‏ هو موسيقي وكاتب أمريكي، ولد في 1943.

## وصلات خارجية
- إرفين ستراوس على موقع ميوزك برينز (الإنجليزية)